# لارانتوكا
لارانتوكا (بالإنجليزية: Larantuka)‏ هي district of Indonesia تقع في إندونيسيا في East Flores Regency.